# 陆地棉
陆地棉（学名：Gossypium hirsutum）为锦葵科棉属下的一个种。

## 扩展阅读
- 維基物種上的相關：陆地棉